# Image song
Une image song ou character song est, au Japon, une chanson d'un single ou d'un album (appelé quelquefois image album ou character album) servant de produit dérivé d'un anime, d'un jeu, ou encore d'un drama. Elle est généralement chantée par les seiyū ou les acteurs des personnages de l’œuvre concernée.

## Fonction
Les image songs sont considérées comment ayant une part importante dans le succès d'un anime ou d'un drama, car souvent elles fournissent une idée de la personnalité d'un personnage qui est peu ou pas développée dans la série. Les créateurs des séries fournissent quelquefois des détails sur la conception et l'évolution d'un personnage particulier. Les créateurs donnent parfois des esquisses pour que les fans puissent voir d'eux-mêmes l’évolution des personnages. Il peut aussi y avoir des commentaires des seiyū ou des acteurs sur ce qu'ils ressentaient quand ils ont joué ces rôles.

Quelquefois, les image songs sont directement incorporées dans un anime comme dans : K-ON!, où les opening et ending (musiques de générique, respectivement d'ouverture et de fermeture) sont chantées par les seiyū ; ou encore Infinite Stratos, où l'ending est aussi chantée par les seiyū, d'abord à tour de rôle (selon leur apparition dans l’œuvre) puis en chœur (après leur apparition effective). 
Les image songs ne sont pas uniquement destinées aux protagonistes : les antagonistes peuvent aussi avoir leur image song, comme par exemple Zechs Merquise ou encore Devimon. Dans certains cas, les image songs des ennemis sont plus intéressantes que celles des protagonistes car, souvent, les antagonistes ont une personnalité moins développée, lacune qui peut être ainsi comblée. 
Les amateurs sont connus pour acheter des image songs non pas forcément pour le personnage, mais plus volontiers pour le seiyū ou l'acteur qui l’interprète. : c'est le cas de Megumi Hayashibara, une seiyū très connue qui a vendu beaucoup de CD et d'albums durant sa carrière, dont une bonne part d'images songs.
La première image song d'un anime à atteindre la première place du Top Oricon est Hōkago Tea Time (放課後ティータイム), tirée de l’anime K-ON!, en 2009 : l’image song s'est vendue dès la première semaine à 67 000 exemplaires. L'image song tirée de la seconde saison (K-ON!!), Go! Go! Maniac!, a aussi atteint la première place du Top Oricon,, y débutant avec 83 000 ventes la première semaine.

## Typologie

### Character version
Une des catégories d'image song est le character version, qui désigne le fait qu'une chanson dans la série est chantée par les seiyū ou acteurs interprètes des personnages.
Ce sont souvent les opening et ending qui sont concernés. Exemple très connu : les différentes versions d'opening de Neon Genesis Evangelion chantées par les seiyū de Rei Ayanami, Asuka Langley Soryu, Shizuka Itō et Misato Katsuragi.
Pour permettre la distinction, ou éviter simplement la confusion, on adjoint souvent le nom du personnage avec l'anglicisme « version » à la fin du titre de la chanson : la version alternative FLY ME TO THE MOON <AYANAMI Version> par rapport à FLY ME TO THE MOON (reprise de la chanson homonyme de Bart Howard et ending du même anime précédemment cité), en est un exemple parmi d'autres.

### Character song
On peut aussi avoir une chanson thématique uniquement centrée sur un personnage, mais sans être nécessairement interprétée par son seiyū d'origine.
Par exemple, Mazinger Z possède des character songs de Kouji Kabuto et de ses amis, mais qui ne sont pas chantées par les seiyū de la série originale : ce qui ne les empêchent toutefois pas de fournir un aperçu de la personnalité des personnages.